# Gary Hall senior
Gary Wayne Hall Sr. (* 7. August 1951 in Fayetteville, North Carolina, USA) ist ein ehemaliger US-amerikanischer Schwimmer.
Der Lagenschwimmer Hall schwamm zehn Weltrekorde, acht davon in Lagen-Disziplinen. Er war der erste Mensch, der die 400 Yards Lagen unter 4 Minuten schwamm. Als Schwimmer der US-amerikanischen Olympiamannschaft nahm er an drei Olympischen Spielen teil (1968, 1972 und 1976).
Bei den Olympischen Sommerspielen 1968 in Mexiko-Stadt gewann er die Silbermedaille über 400 m Lagen. 1972 in München wurde er Olympiasieger mit der 4 × 100-m-Lagenstaffel und gewann Silber über 200 m Schmetterling. 1976 in Montreal erhielt er die Bronzemedaille über 100 m Schmetterling.
Hall studierte u. a. an der Indiana University, wo er unter Schwimmtrainer James Counsilman trainierte.
Er wurde 1981 in die International Swimming Hall of Fame aufgenommen.
Sein Sohn, Gary Hall junior, hat ebenfalls als Schwimmer der US-amerikanischen Olympiamannschaft an drei Olympischen Spielen teilgenommen.